# Asarum contractum
Asarum contractum (H.L.Blomq.) Barringer – gatunek rośliny z rodziny kokornakowatych (Aristolochiaceae Juss.). Występuje naturalnie we wschodnich Stanach Zjednoczonych – w Karolinie Północnej, Tennessee, Kentucky oraz Wirginii. 

## Morfologia
LiścieMają sercowato okrągły kształt.
KwiatyOkwiat ma rurkowato jajowaty kształt i dorasta do 1,5–2,7 cm długości oraz 1,2–1,7 cm szerokości.
Gatunki podobneRoślina jest podobna do gatunku A. arifolium, ale różni się od niego kształtem liści oraz kształt i wielkością kwiatów.

## Biologia i ekologia
Rośnie w lasach liściastych zrzucających liście na zimę, na glebach o kwaśnym odczynie. Występuje na wysokości do 1000 m n.p.m. Kwitnie od maja do czerwca.